# Grande Prairie
Pour les articles homonymes, voir Grande Prairie (Ukraine) et Prairie.
Grande Prairie est une ville de 61,08 km2 située dans le du nord-ouest de la province de l'Alberta au Canada. Elle se trouve à 456 km au nord-ouest d'Edmonton à la limite sud de la région de la Rivière-de-la-Paix. Grande Prairie est le plus grand centre économique de la région.

## Histoire
Grande Prairie tire son nom de la prairie située au nord, à l'est et à l'ouest de celle-ci. Au XVIIIe siècle, la prairie était occupée par des bandes de peuples Danezaa (castors), qui ont commencé à commercer avec la Compagnie du Nord-Ouest à Dunvegan au début du XIXe siècle. La première référence de l'endroit fut celle du marchand Samuel Black en 1824. En 1880, George Kennedy créa un poste de la Compagnie de la Baie d'Hudson appelé La Grande Prairie à 24 km au nord-ouest de la ville actuelle. À la fin du siècle, les Cris et les Iroquois de Jasper et du lac Ste-Anne s'y établirent,.
Lorsque 17 communes furent cadastrés  pour la colonisation en 1909, une ruée vers les terres s'en suivi et de nombreux colons arrivèrent par le sentier Edson. Ce sentier venant d'Edson fut inauguré en 1911 n’était rien de plus qu’un chemin rapidement coupé à travers les broussailles et la forêt. C’était donc un itinéraire très difficile, surtout par temps pluvieux, et la colonisation fut lente par rapport aux autres grandes régions agricoles plus au sud du Canada. En 1910, le lotissement urbain de Grande Prairie fut subdivisé et en 1912, il comprenait déjà une banque, un hôtel, un bureau de poste et un bureau de colonisation, ce qui en faisait le chef-lieu du district,.

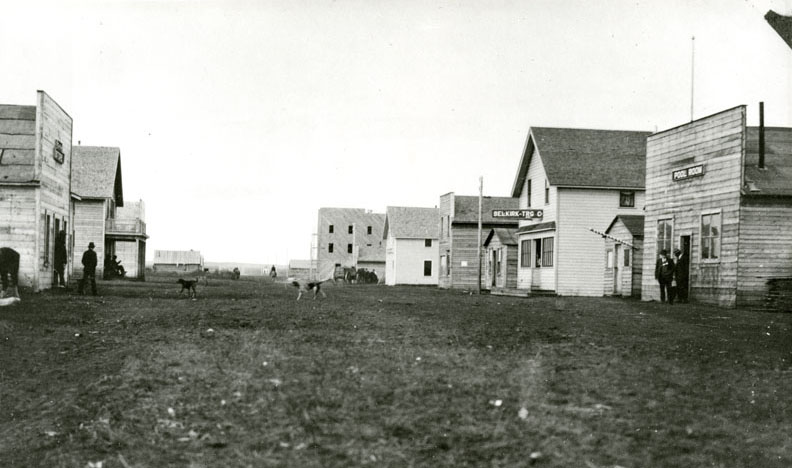
Grande Prairie vers 1914.

La province de l'Alberta incorpora Grande Prairie en tant que village en 1914. En 1916, il devint le terminus de la compagnie de chemin de fer Edmonton, Dunvegan and British Columbia Railway. L'agriculture s'est ensuite rapidement étendue avec les vagues successives de colons dans la région de la rivière de la Paix. Cela a permis à la population de Grande Prairie de dépasser la barre des 1 000 habitants, ce qui lui a permis de devenir une municipalité le 27 mars 1919. Une récession locale dans les années 1920 a entraîné un dépeuplement temporaire de Grande Prairie. Mais la population a rebondi dans les années 1930, alors qu’elle avait atteint 1 464 habitants. La colonisation se poursuivit car la région put échapper à la grave sécheresse qui régnait dans les Prairies canadiennes plus au sud à l'époque et qui donna le Dust Bowl.
Au cours de la Seconde Guerre mondiale, les forces armées américaines et canadiennes ont établi Grande Prairie comme une étape de la route du Nord-Ouest pour la construction de la route de l'Alaska allant de Dawson Creek à l’Alaska,. Grande Prairie a été une escale majeure pour les avions militaires transférés en Union Soviétique pendant la guerre et en a bénéficié économiquement.
Bien que Grande Prairie soit dans le sud de la région de la Rivière-de-la-Paix, elle rivalisa avec les villes de Rivière-la-Paix et de Dawson Creek pour le titre de plus important centre de commerce et d’agriculture de la région jusqu’à la fin des années 1950. La croissance de sa population dépassa alors ces deux villes grâce à l'exploration de pétrole et de gaz naturel après la découverte de pétrole à Leduc, près d'Edmonton, en 1947. La municipalité devint une ville le 1er janvier 1958, sa population était d'environ 7 600 personnes.
La construction et l'asphaltage de la route 43 depuis la frontière de la Colombie-Britannique vers la route Yellowhead Trail à l'ouest d'Edmonton en 1956 réduisirent considérablement le temps de déplacement par route, améliorant encore l'accessibilité économique de Grande Prairie. L'ouverture de l'usine de papier kraft de Procter & Gamble en 1972 et la découverte du gisement de gaz du bassin d'Elmworth ont déclenché un boom économique. La population de Grande Prairie est alors passée de 12 000 personnes au début des années 1970 à plus de 24 000 personnes à la fin du boom pétrolier en 1981.

## Démographie
Sa population augmente rapidement du fait du développement des activités liées à la forêt et au pétrole. Elle s'élevait à environ 37 000 habitants en 2001. En 2006, elle atteignait 47 076 habitants et 55 032 en 2011.
| 2001   | 2006   | 2011   | 2016   |
| ------ | ------ | ------ | ------ |
| 36 983 | 47 076 | 55 655 | 63 166 |

## Géographie
Située juste au nord du 55e parallèle, Grande Prairie fait partie d'une région appelée Région de la Rivière-de-la-Paix. La ville est située à 456 km au nord d'Edmonton. De vastes prairies s'y étendent au nord, à l'est et à l'ouest d'où l’appellation de la ville. L'élévation du territoire est de 669 m.

### Climat
Grande Prairie a un climat continental nordique typique du nord-ouest de l'Alberta et du nord-est de la Colombie-Britannique, classé comme climat continental humide (Dfb), proche du climat subarctique (Dfc) selon la classification de Köppen. Les hivers sont généralement très froids avec des épisodes doux. Les étés sont souvent assez frais pour se réchauffer agréablement le jour, mais les nuits peuvent être fraîches malgré les longues journées d'été typiques de sa latitude. Les journées chaudes de plus de 30 °C sont rares et ne surviennent en moyenne que deux à trois jours par an, ce qui n’est pas surprenant si loin au nord. Les conditions hivernales peuvent varier énormément d’une année à l’autre, parfois assez doux pour créer des conditions de « Noël brun » lors desquels peu ou pas de neige tombent jusqu’à après Noël en raison de conditions particulièrement clémentes au début de l’hiver.

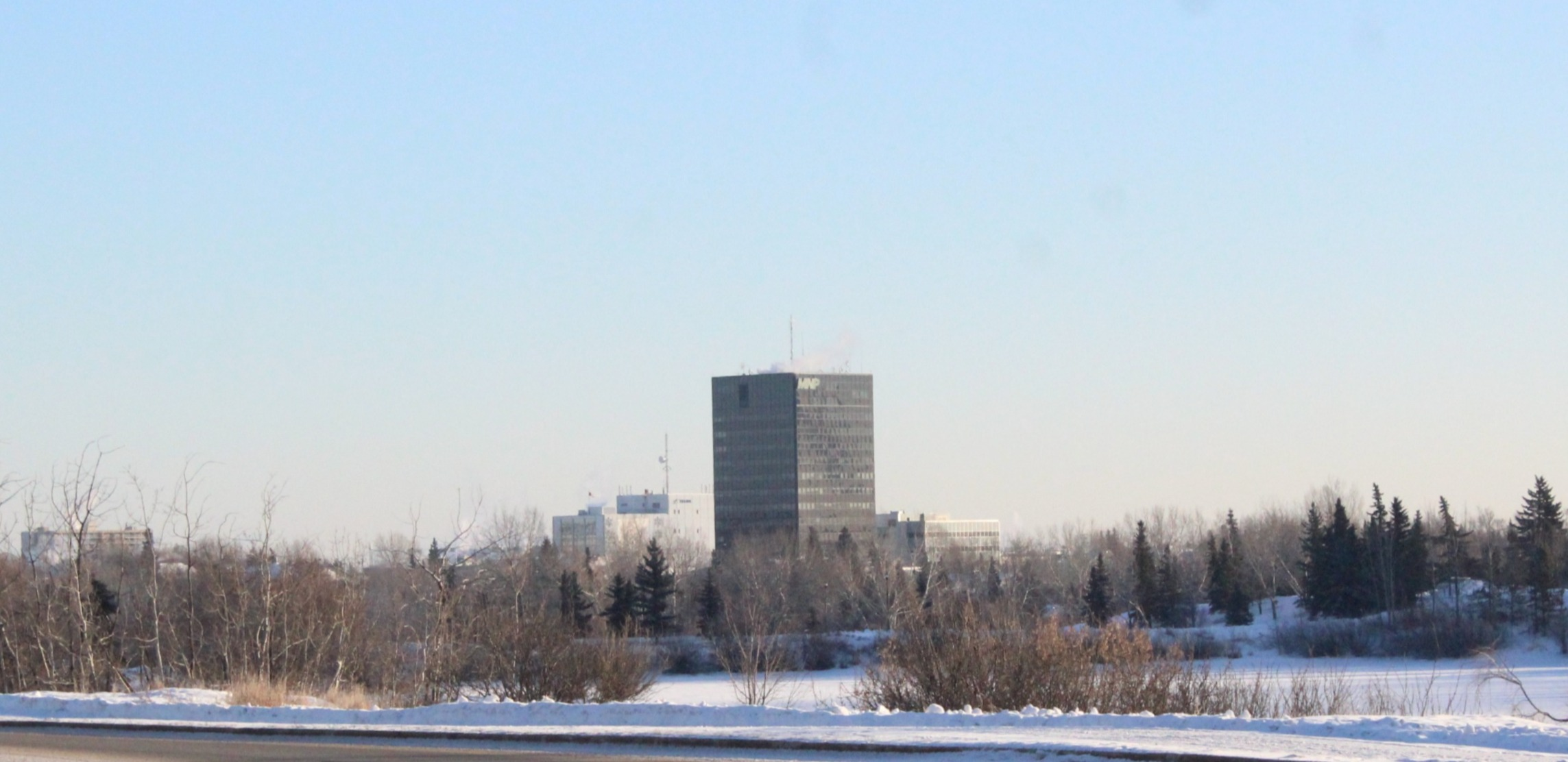
Grande Prairie en hiver.

La température moyenne en janvier est de −13,6 °C tandis que la température moyenne en juillet est de 16,2 °C. Cependant, des températures aussi basses que −52,2 °C et aussi élevées que 35,6 °C furent enregistrées. La ville reçoit 445 mm de précipitations annuellement, dont 322 mm de pluie et 154 cm de neige. Les quantités de neige, cependant, varient considérablement d’une année à l’autre.
Étant assez proche des contreforts des Rocheuses canadiennes, le vent peut être violent à Grande Prairie, surtout au printemps et à l'automne. Le phénomène de chinook affecte aussi la région et provoque des réchauffements soudains en hiver. Grande Prairie est très ensoleillé un peu plus de 2200 h d'ensoleillement sur 314 jours par an.
Des orages se forment en été mais moins fréquemment et moins graves que ceux plus au sud au centre de l'Alberta. Les précipitations peuvent varier d'année en année, mais la région de la Paix ne connait pas les sécheresses vraiment graves plus typiques du sud de l'Alberta et de la Saskatchewan voisine. Les tornades sont rares et une tornade faible a en fait frappé le centre-ville en 2004.
| Mois                                  | jan.       | fév.      | mars       | avril      | mai       | juin      | jui.      | août      | sep.       | oct.       | nov.       | déc.       | année          |
| ------------------------------------- | ---------- | --------- | ---------- | ---------- | --------- | --------- | --------- | --------- | ---------- | ---------- | ---------- | ---------- | -------------- |
| Température minimale moyenne (°C)     | −19        | −16,4     | −10,3      | −2         | 3,6       | 8,1       | 9,8       | 8,3       | 3,8        | −2,1       | −11,4      | −16,7      | −3,7           |
| Température moyenne (°C)              | −13,6      | −10,6     | −4,9       | 4,1        | 10,2      | 14,3      | 16,2      | 15,1      | 10,2       | 3,6        | −6,6       | −11,3      | 2,2            |
| Température maximale moyenne (°C)     | −8         | −4,8      | 0,6        | 10,1       | 16,8      | 20,5      | 22,6      | 21,7      | 16,6       | 9,4        | −1,8       | −6         | 8,1            |
| Record de froid (°C) date du record   | −52,2 1950 | −50 1936  | −42,8 1951 | −35,6 1954 | −8,7 2002 | −3,3 1931 | −1,1 1933 | −2,8 1947 | −10,6 1972 | −31,7 1951 | −40,6 1963 | −47,2 1990 | −52,2 2/1/1950 |
| Record de chaleur (°C) date du record | 15,2 2003  | 12,8 1932 | 16,1 1966  | 29,4 2016  | 34,4 1936 | 41,5 2021 | 35,6 2006 | 34,5 1981 | 31,9 2013  | 28,9 1943  | 22,2 1949  | 13,3 1943  | 41,5 29/6/2021 |
| Ensoleillement (h)                    | 77,8       | 106,2     | 172,1      | 231        | 276       | 295,2     | 307,7     | 272,4     | 172,5      | 134,5      | 78,9       | 73,5       | 2 197,7        |
| Précipitations (mm)                   | 29,9       | 16,4      | 16,9       | 19,8       | 41        | 75,9      | 76,1      | 55,8      | 43         | 26         | 25,4       | 18,9       | 445,1          |
| dont pluie (mm)                       | 2,4        | 0,8       | 1,4        | 10,4       | 38,1      | 75,9      | 76,1      | 55,7      | 41,3       | 15,4       | 4,2        | 0,7        | 322,4          |
| dont neige (cm)                       | 35         | 20,8      | 20,3       | 11         | 3,4       | 0         | 0         | 0,1       | 1,7        | 12         | 26,5       | 23,6       | 154,3          |
| Nombre de jours avec précipitations   | 11,7       | 8,5       | 9          | 7,6        | 10,5      | 13,2      | 13,3      | 11,8      | 11,7       | 10,7       | 11,3       | 9,1        | 128,4          |
| Nombre de jours avec neige            | 10,8       | 8,4       | 8          | 3,8        | 1,1       | 0         | 0         | 0,04      | 0,63       | 4          | 9,3        | 8,5        | 54,5           |

| Diagramme climatique                                  |               |              |            |           |             |             |             |           |           |               |             |
| J                                                     | F             | M            | A          | M         | J           | J           | A           | S         | O         | N             | D           |
| −8−1929,9                                             | −4,8−16,416,4 | 0,6−10,316,9 | 10,1−219,8 | 16,83,641 | 20,58,175,9 | 22,69,876,1 | 21,78,355,8 | 16,63,843 | 9,4−2,126 | −1,8−11,425,4 | −6−16,718,9 |
| Moyennes : • Temp. maxi et mini °C • Précipitation mm |               |              |            |           |             |             |             |           |           |               |             |

## Gouvernement

### Conseil
Le Conseil municipal de Grande Prairie est composé du maire et de 8 conseillers municipaux. Actuellement[Quand ?], le maire de Grande Prairie est Bill Given.

### Hôtel de ville
L'hôtel de ville de Grande Prairie est situé au 10205 98 Street et a été érigé en 1962.

## Économie
La Chambre de commerce régionale de Grande Prairie qui a été fondée en 1915 agit comme la voix unifiée de tous les types d'entreprises de la grande région de la ville de Grande Prairie.

## Tourisme
L'Association touristique régionale de Grande Prairie est l'organisme qui encadre le tourisme dans la ville de Grande Prairie,.

## Éducation
Les organisations majeures de la ville de Grande Prairies en matière d'éducation sont :

### Anglophone
- Grande Prairie Public School District
- Grande Prairie and District Catholic Schools
- Peace Wapiti Public School Division

### Francophone
- Conseil scolaire du Nord-Ouest N°1 (francophone)

## Religion

Blason de l'Archidiocèse de Grouard-McLennan.

58,55% de la population de Grande Prairie est chrétienne. 39,2% de la population se déclare sans affiliation religieuse. Quant aux musulmans, ils forment 0,91% de la population du territoire.
Les catholiques sont surtout regroupés dans l'Archidiocèse de Grouard-McLennan tandis que les anglicans (protestants) de Grande Prairie relèvent quant à eux du Diocèse anglican de Athabasca.

## Culture

### Bibliothèque publique
Située sur la 103 Avenue, la Bibliothèque publique de Grande Prairie est à la fine pointe de la technologie et offre une atmosphère propice à la lecture,.

### Musées
Le territoire de la ville de Grande Prairie comprend 2 musées, :
- Le Musée et village du patrimoine de Grande Prairie
- Le Dinosaur Museum

## Sports

Grande Prairie accueil une équipe de la Ligue de hockey junior de l'Alberta.

### Le Conseil des sports de Grande Prairie
Le Conseil des sports de Grande Prairie est un organisme sans but lucratif composé de bénévoles qui représente et sert les intérêts de la communauté sportive de Grande Prairie et sa région.

### Équipes
- Grande Prairie Storm ( Alberta Junior Hockey League)[29]